# L'Ombre de Saganami
L'Ombre de Saganami (titre original : The Shadow of Saganami) est un roman de science-fiction de l'écrivain David Weber paru en 2004 aux États-Unis puis en France en 2010 en deux tomes. Il s'agit d'un roman secondaire de la série Honor Harrington, premier d'une sous-série nommée Saganami.
Les événements du roman sont simultanés avec ceux de Coûte que coûte. L’histoire se concentre sur la croisière du croiseur lourd « Hexapuma » dans l’amas de Talbott, un groupe fictif de systèmes stellaires récemment relié par trou de ver au Royaume stellaire de Manticore.

## Résumé
Honor Harrington, avant de prendre le commandement de la Huitième Force, participe sur l’île de Saganami à la dernière réunion des aspirants de l’école spatiale royale de Manticore avant leur premier déploiement. Hélène Zilwicki ainsi que quatre autres aspirants embarquent sur l’Hexapuma, croiseur lourd qui vient d’être mis en service. Elle est la fille d’Anton Zilwicki, sa sœur Berry est devenu reine de Torche dans le système de Congo (roman : La Couronne des esclaves). Terekhov en a pris le commandement après un an de captivité et être sorti depuis peu du centre médical. L'Hexapuma doit être envoyé dans l'amas de Talbott pour soutenir le contre-amiral Khumalo ainsi que la baronne de Méduse afin de garder l'amas, tandis que l'Assemblée constituante réunit les délégués de tous les systèmes pour déterminer les termes de leur annexion au Royaume stellaire.
Des dirigeants de la Sécurité aux frontières de la Ligue solarienne qui en veulent à Manticore d'intervenir dans l'amas qu'ils comptaient inclure dans la Ligue, rencontrent le général de la Gendarmerie solarienne, le représentant des Industries Technodyne de Yildun, celui des Transports Kalokainos ainsi que ceux de Manpower et Jessyk & Co de Mesa qui n'apprécient pas de voir les manticoriens si proches de leur planète. Ils décident de fournir des armes aux différents groupes extrémistes qui s'opposent à la demande d'annexion de leurs systèmes, fournissant ainsi à la Ligue l'excuse pour intervenir et expulser les manticoriens.
Sur Kornati, monde du système de Faille, Nordbrandt qui a milité contre l'annexion rencontre Brandon qui décide de financer sa lutte contre le gouvernement. Van Dort, du système de Rembrandt, à l'aide de l'Union commerciale qu'il a créé avec les systèmes de San Miguel, de Redoute et de Prairie, a organisé les référendums demandant l'annexion de l'amas par le Royaume stellaire et est devenu le président de l'Assemblée constituante. Tonkovic, représentante de Kornati, ainsi que d'autres délégués représentants les oligarques au pouvoir bloquent le processus de l'annexion car ils craignent que leur richesse et influence soient diminuées une fois leurs mondes absorbés à l'intérieur du Royaume stellaire.
Brandon, qui en réalité est un capitaine de la Gendarmerie solarienne, se met avec l'accord de ses supérieurs au service des mesanes Anisimovna et Bardasano qui vont financer les rebelles de l'amas. Anisimovna rencontre le président Tyler de la République de Monica et lui propose quatorze croiseurs de combat solariens pour prendre le contrôle du trou de ver de Lynx puis de demander l'aide de la Ligue afin de rétablir l'ordre dans l'amas.
Nordbrandt déclenche une série d'attentats meurtriers à l'explosif tuant de nombreux civils. Dans le système de Montana, Westman détruit une concession de l'Union commerciale sans faire de victime. Il reçoit la visite de Brandon qui propose de lui fournir des armes dans le futur.
Lors de son arrivée dans l'amas, l'Hexapuma se rend dans le système de Fuseau. Puis il entreprend une tournée des systèmes de l'amas pour maintenir la paix, lutter contre la piraterie, aider les gouvernements planétaires et mettre à jour les cartes de l'espace local. Après son arrivée dans le système de Nuncio, il détecte deux croiseurs pirates et un navire marchant capturé. Terekhov incite les pirates à l’attaquer, les écrase et parvient à libérer le navire marchant et son équipage survivant. Il découvre que les pirates sont d’anciens membres de la SerSec de la défunte République populaire de Havre. Cette action montre se capacités aux yeux de son équipage.
Van Dort, de retour sur Rembrandt, s’oppose à l’actuelle présidente de l’Union commerciale. Il lui reproche ses méthodes lors des négociations commerciales envers les gouvernements planétaires qui incitent ces derniers à se méfier de l’Union commerciale et de la convention que l’Assemblée constituante doit élaborer. Il lui rappelle qu’il avait créé l’Union commerciale pour pouvoir se protéger de la servitude commerciale qu’imposent les solariens lorsque la Sécurité aux frontières annexe des systèmes. Il convoque une assemblée pour pouvoir la destituer. Nordbrandt continue ses actions terroristes, elle rencontre Brandon qui lui promet une cargaison de plus de mille tonnes d’armes et autres matériels.
L’Hexapuma, arrive dans le système de Célébrant, où un courrier lui demande de rejoindre Rembrandt pour y prendre Van Dort puis d’aller  retrouver la baronne de Méduse dans le système de Fuseau. Cette dernière les informe que Manticore envisage de renoncer à l’annexion ou d’en exclure certains systèmes si une constitution n’est pas adoptée dans les cinq mois à venir. Elle avertit également personnellement Tonkovic ainsi que toutes les autres délégations.
La République de Monica reçoit les vaisseaux promis et commence à modifier leurs identités. Nordbrandt multiplie ses attentats meurtriers.
Sur Montana, Terekhov et Van Dort rencontrent Westman et lui demandent de formuler ses objections à l’annexion. Puis, la baronne de Méduse envoie un courrier, ordonnant à l’Hexapuma de se rendre sur Kornati pour lutter contre Nordbrandt.
Le cargo armé Marianne, appartenant à Jessyk & Co, livre du matériel militaire à Nordbrandt et parvient à quitter le système lorsque l’Hexapuma arrive. Peu après les manticoriens repèrent et détruisent une cache d’armes et décident de retourner voir Westman. Le gouvernement de Kornati apprenant que sa présidente Tonkovic ne l’a pas averti de la date butoir pour élaborer une constitution, demande à cette dernière de revenir. Westman apprend que c’est Brandon qui a fourni les armes d’origine solarienne à Nordbrandt. Terekhov lui demande de réfléchir sur les raisons des fournisseurs. Le cargo Marianne, sous un autre nom, arrive à son tour dans le système de Montana, mais il est démasqué. Sachant que la peine pour transport d’esclaves est la mort, un membre de l’équipage panique et détruit la pinasse d’arraisonnement. Une aspirante fait partie des victimes. L’Hexapuma riposte et détruit le cargo. Pour sauver leur tête, quelques survivants dénoncent le plan monté par les mesanes et le rôle joué par Monica. Westman apprend qu’il a été manipulé par Mesa et la Sécurité aux frontières. Le gouvernement lui propose l’amnistie ainsi qu’à ses compagnons s’il renonce à ses actions ; il accepte.
Terekhov suggère au président de Montana d'enquêter sur le vaisseau solarien Copenhague qui se trouve dans le système car il appartient aux transports Kalokainos société amie de Jessyk & Co. Pour éviter que le vaisseau quitte le système, le président fait évacuer l'équipage. Cela permet à Terekhov d'emprunter le Copenhague et de l'envoyer avec quelques manticoriens dans le système de Monica car il a appris que des techniciens de Technodyne y ont été déposés et que des cargos poseurs de mines y sont stationnés. En attendant, il constitue une petite escadre de dix navires manticoriens. Sur Kornati, la présidente Tonkovic doit répondre de ses agissements concernant l’Assemblée constituante, une procédure de destitution est engagée, elle préfère démissionner.
La baronne de Méduse et le contre-amiral Khumalo apprenant cela décident de prévenir Manticore pour renforcer la garde du trou de ver de Lynx et d'envoyer une dizaine de vaisseaux vers le système de Monica. Le Copenhague rejoint la flotte de Terekhov et apporte la preuve que les monicains déguisent l'origine de onze croiseurs de combat. Il décide d’aller dans le système de Monica pour demander des explications concernant ces navires. Manticore envoie plusieurs escadres vers l’amas de Talbot pour soutenir Terekhov et protéger les différents systèmes qui viennent enfin de voter une constitution. Terekhov et ses vaisseaux arrivent à portée de tir de la base spatiale Eroïca et exigent l’évacuation du personnel des onze croiseurs de la base jusqu’à ce que Manticore soit rassuré sur leurs utilisations futures. Pendant qu’il attend, trois autres qui étaient en manœuvre arrivent en mode furtif. Terekhov tire des missiles vers ceux de la base mais cette dernière riposte avec des capsules lance-missiles fournies par Technodyne. Les manticoriens détruisent neuf des navires de la base mais perdent quatre des leurs. La bataille avec les trois croiseurs de combats monicains s’engage, Terekhov parvient à les détruire mais perd deux autres navires. Une flottille de Monica se dirige vers lui et exige sa reddition. Terekhov menace de détruire les deux derniers croiseurs de la base spatiale ainsi que tous les civils se trouvant à proximité.
Il maintient ainsi le statu quo pendant sept jours avant l’arrivée du contre-amiral Khumalo qui obtient la reddition du gouvernement de Tyler. Ce dernier signe un pacte de non-agression permanent avec le Royaume stellaire lorsque la force de soutien de Manticore parvient dans le système. Il remet les deux croiseurs de combats restants ainsi que les preuves écrites de l’implication de Manpower, de Technodyne Industries et de Jessyk & Co dans le projet de conquête du terminus  de Lynx. Ces preuves sont diffusées par les médias interstellaires solariens. Mais la Sécurité aux frontières et la Gendarmerie n’ont pu être mises en cause faute de preuves.
Lors du retour dans le système de Manticore de l’Hexapuma et du Sorcier, uniques survivants de la bataille de Monica, la Première Force leur rend hommage.